# 130-я стрелковая дивизия (2-го формирования)
130-я стрелковая дивизия (130 сд) (2-го формирования) — воинское соединение (стрелковая дивизия) РККА ВС СССР в Великой Отечественной войне, действовавшее в период с февраля по декабрь 1942 года.

## История дивизии
130-я стрелковая дивизия сформирована 19 января 1942 года на базе 3-й Московской коммунистической стрелковой дивизия. 8 декабря 1942 года преобразована в 53-ю гвардейскую стрелковую дивизию.
В феврале 1942 года дивизия была направлена на Северо-Западный фронт, в район Демянского плацдарма южнее Демянска.
21 февраля в результате многодневных боёв ею был занят посёлок Новая Русса. Вела боевые действия в южной части Демянского «котла» до его ликвидации.
В мае продолжала вести тяжёлые наступательные бои.
В июне и июле части дивизии, после ожесточённых боев овладели населённым пунктом Малое Врагово, имевшим важное значение в системе обороны гитлеровцев. С 10 августа 1942 года и до середины января 1943 года (после переименования) дивизия действовала в составе 1-го гвардейского корпуса 1-й ударной армии Северо-Западного фронта, выбив врага из ряда его опорных пунктов и «закрыв наглухо коридор, соединявший окружённую 16-ю армию противника со старорусской группировкой фашистских войск».
Преобразована в 53-ю гвардейскую стрелковую дивизию 4 января 1943 года.

## Подчинение
(по)
| Дата                  | Фронт (округ)         | Армия             | Корпус (группа) | Примечания |
| --------------------- | --------------------- | ----------------- | --------------- | ---------- |
| 1.02.1942             | МЗО                   |                   |                 |            |
| 1.03.1942             | Северо-Западный фронт | 3-я ударная армия |                 |            |
| 1.04.1942             | Северо-Западный фронт | 34-я армия        |                 |            |
| 1.05.1942 — 1.08.1942 | Северо-Западный фронт | 53-я армия        |                 |            |
| 1.09.1942 — 1.12.1942 | Северо-Западный фронт | 1-я ударная армия |                 |            |

## Состав
(по)
- 371-й стрелковый полк,
- 528-й стрелковый полк,
- 664-й стрелковый полк,
- 363 артиллерийский полк,
- 215 отдельный истребительно-противотанковый дивизион,
- 453 зенитная батарея,
- 151 разведывательная рота,
- 192 сапёрный батальон,
- 130 отдельный батальон связи (342 отдельная рота связи),
- 122 медико-санитарный батальон,
- 103 отдельная рота химзащиты,
- 255 автотранспортная рота,
- 153 полевая хлебопекарня,
- 994 дивизионный ветеринарный лазарет,
- 261 (1802) полевая почтовая станция,
- 1601 (1135) полевая касса Госбанка.

## Командиры
(по)
- Анисимов, Николай Павлович (с ноября 1941 — командир 3-й Московской дивизии народного ополчения, с 22 января и по 12 сентября 1942 года — 130-й дивизии), полковник, позже генерал-майор
- Романовский, Михаил Васильевич (с 13 сентября по 8 декабря 1942 года), полковник

## Воины дивизии
| Награда                              | Ф. И. О.                      | Должность                                    | Звание  | Дата награждения | Примечания         |
| ------------------------------------ | ----------------------------- | -------------------------------------------- | ------- | ---------------- | ------------------ |
|                                      | Ковшова, Наталья Венедиктовна | снайпер, 528-й стрелковый полк               | рядовой | 14.02.1943       | погибла 14.08.1942 |
|                                      | Поливанова, Мария Семёновна   | снайпер, 528-й стрелковый полк               | рядовой | 14.02.1943       | погибла 14.08.1942 |
| Орден Отечественной войны II степени | Котлов, Фёдор Васильевич      | начальник инженерной службы,старший политрук | майор   | 21.05.1942       | умер 12.03.1991    |

См. также: «Книга Памяти».